# Ulrich II de Neuchâtel
Ulrich II de Neuchâtel, dit aussi « Ulrich II de Fenis », (né en 1120/25 - décédé vers 1191). Comte de Fenis, aujourd'hui Vinelz, (qui comprenait Nidau, Strassberg et Büren et avait pour capitale Cerlier), seigneur d'Arconciel et de Neuchâtel de 1148 à 1191 il intervient quelques fois avec celui de comte. Il est le fils de Rodolphe Ier de Neuchâtel et d'Emma de Glâne.

## Biographie
Dès qu'il succède à son père, Ulrich II de Neuchâtel conteste les donations effectuées par lui et son oncle Guillaume de Glâne, mais il se ravise en 1149 et abandonne ses revendications. Très pieux, il participe à la deuxième croisade et à son retour se partage entre Arconciel et Neuchâtel dont il prendra l'un ou l'autre nom suivant le lieu où il rédigeait ses actes. Il finira par se fixer à Neuchâtel, où il se fera aménager une résidence sur la colline du château, et entreprendra la dotation de la collégiale Notre-Dame de Neuchâtel avec son épouse Berthe dont ils ont souhaité l'édification. Avant son décès il réalise une dernière dotation à l'église abbatiale Saint-Michel de Fontaine-André.

## Mariage et succession
Il épouse une certaine Berthe avec qui il a trois enfants, :
- Rodolphe II de Neuchâtel, (? - 1196), co-seigneur de Neuchâtel avec son frère Ulrich de 1191 à 1196 ;
- Ulrich III de Neuchâtel, co-seigneur puis co-comte de Neuchâtel et seigneur d'Arconciel-Illens de 1191 à 1225 ;
- Berthold de Neuchâtel[8] (« Berthold von Neuenburg »), (? - 13 juillet 1220[9]), trésorier de l'église de Lausanne en 1196, prévôt de Bâle en 1208-1209, puis de Neuchâtel en 1209, évêque de Lausanne de 1212 à 1220. Prince d'Empire et sous-diacre de l'église romaine il participe au quatrième concile du Latran en 1215 et meurt alors qu'il s'apprêtait à participer à la sixième croisade.

## Sources
- « Berthold de Neuchâtel » dans le Dictionnaire historique de la Suisse en ligne.
- Jonas Boyve, Annales historiques du Comté de Neuchâtel et Valangin depuis Jules-César jusqu'en 1722, E. Mathey, 1854 (lire en ligne), p. 130 à 134
- Paul Vuille, Notes sur les premiers seigneurs de Neuchâtel, Musée neuchâtelois, 1979 (lire en ligne), p. 109 à 122
- Georges Auguste Matile, Monuments de l'histoire de Neuchatel, Volume 2, Attinger, 1848 (lire en ligne), p. 1216